# Identitätsphilosophie
Identitätsphilosophie ist ein z. B. bei Hegel auftauchender polemischer Begriff für die von Schelling in der Zeit zwischen 1801 und 1806 formulierte Auffassung zum Leib-Seele-Problem, dass Natur und Geist als Einheit betrachtet werden können und nur zwei Seiten bzw. Pole derselben Wirklichkeit darstellen.

## Hintergrund
Schellings Ausführungen sind vor allem im Kontext des Leib-Seele-Problems zu sehen, das seit René Descartes (1596–1650) zu einem allgemeinen Paradigma geworden war. Allerdings ist die Kritik Hegels möglicherweise auch auf das aus seiner Sicht mangelnde naturwissenschaftliche Wissen zu beziehen. Dieses Problem war bereits aufgrund von Descartes Annahme der Zirbeldrüse als einer vermittelnden Hirnstruktur offenkundig geworden. Seine Annahme erschien mehr und mehr unwahrscheinlich, insbesondere nachdem es zu einer Revision durch die Monadologie von Gottfried Wilhelm Leibniz (1646–1716) gekommen war, in der das Eingreifen Gottes (›concursus dei‹) wieder stärker hervorgehoben wurde. Die Konzeption Schellings unter Berufung auf die Identitätsvorstellungen von Benedictus de Spinoza (1632–1677) sollte sich jedoch als zukunftsträchtig erweisen, da sie von Gustav Theodor Fechner (1801–1887) wiederaufgegriffen wurde, siehe Kap. Rezeption.

## Schellings Aussagen
Schelling selbst hat seine Konzeption der Identität von Natur und Geist und damit von Reellem und Ideellem stets als ›absolutes Identitätssystem‹ bezeichnet. Die Bezeichnung ›Identitätsphilosophie‹ hatte sich jedoch als polemische Bezeichnung relativ schnell eingebürgert. Als ›System‹ lässt sich die Identitätsphilosophie insofern auffassen, als naturwissenschaftliche Forschungsergebnisse, die sich auf psychologisch subjektive Sachverhalte beim Menschen beziehen, methodisch und sachbezogen auf einen Einheitspunkt zu bringen sind. Schelling gebrauchte für diesen Einheitspunkt die Bezeichnung ›Indifferenzpunkt‹. Zu diesem Punkt müsse die Philosophie gelangen, von dem aus sich das Absolute als ungeschiedene Identität ergreifen lasse. Ziel war für Schelling die ›positive Philosophie‹. Die Einheit von Natur und Geist umfasst daher auch die Einheit von Subjektivität und Objektivität bzw. die Subjekt-Objekt-Spaltung. Alles Wirkliche existiert daher nicht für sich allein. Schelling vertrat mit dieser Auffassung Gedanken, die auf seine Beschäftigung mit Spinoza zurückgehen, speziell auf dessen ›Ethik‹. Die von Schelling favorisierte Methode ist bereits im Buchtitel der ›Ethik‹ Spinozas in dem Hinweis ›ordine geometrico‹ enthalten (ordine geometrico = nach geometrischer Methode). Schelling bezeichnet sie als apriorisch. Die Aufgabe der Philosophie bestehe darin, das All aus den in der Natur erkennbaren Ideen zu konstruieren und zu systematisieren. Zum Verhältnis von Geist und Natur schreibt Schelling:
Die Natur soll der sichtbare Geist, der Geist die unsichtbare Natur sein. Hier also, in der absoluten Identität des Geistes in uns und der Natur außer uns, muß sich das Problem, wie eine Natur außer uns möglich sei, auflösen.

## Polemik
Schellings Auffassungen wurden zunächst von Hegel weitgehend angenommen, dann aber polemisch abgelehnt. Hegel kritisiert Schellings ›Absolutes‹ als:
»Nacht [...], worin, wie man zu sagen pflegt, alle Kühe schwarz sind, [...] die Naivität der Leere an Erkenntnis«.
Darüber hinaus übte Hegel weitere Kritik an der Theorie Schellings in seiner Vorrede zur zweiten Ausgabe der Enzyklopädie 1827. Darin wird auf den Unterschied zwischen menschlicher und göttlicher Schöpferkraft hingewiesen.

## Weitere Entwicklung
Schelling stand in Kontakt mit einem seiner Schüler, dem württembergischen Arzt Carl August von Eschenmayer (1768–1852). Dieser hatte sich mit Schellings Gedanken des Absoluten auseinandergesetzt. Schelling erkannte im Jahre 1804 nach seinem Umzug von Jena nach Würzburg die Zweiheit der Philosophie im Hinblick auf die Erkenntnis an. Gegenüber der Anschauung der Seele im Absoluten, dem Göttlichen im Menschen, sei Erkenntnis nur das Negative. Diese negative Wertung der Erkenntnis wird nach Schelling bedingt durch die Korruption des Menschen, seinen Abfall von Gott. Der Ursprung dieser Spaltung, des Abfalls von Gott, der Entfremdung, liege ebenfalls im Absoluten. Dieser Abfall setze Freiheit voraus, wodurch der gefallene Mensch als ein Gegen-Absolutes, ein umgekehrter Gott erscheine. Der Mensch sei durch die Herrschaft der Materie, als eines äußeren Prinzips in diesen Zustand geraten. Daher herrsche das Unwesen über das Wesen, das Negative über das Positive, relativ Nichtseiendes über Seiendes und Äußeres über Inneres. Konsequenzen aus diesen Auffassungen zog Schelling im Jahre 1809, indem er sie auf Krankheit anwendete. Krankheit sei „das wahre Gegenbild des Bösen oder der Sünde“ bedingt durch den Missbrauch der Freiheit. Angewandt auf die Unvernunft des Irreseins schließt Schelling im Jahr 1810, dass die Seele als Instanz des Göttlichen im Menschen nicht erkranken kann: „Seelenkrankheiten ... gibt es nicht“. Erkranken könne nur der Geist. „Nicht der Geist wird vom Leib, sondern umgekehrt der Leib vom Geist infiziert.“ Geist sei die ideale Seite, die Bewusstheit, das Persönliche, die bewusste Begierde, also der Wille, vgl. a. den Begriff der Geisteskrankheit. Der Wille befinde sich im Indifferenzpunkt, in der mittleren Position zwischen Eigenwille und Verstand.

## Rezeption
Jürgen Mittelstraß hält die Identitätsphilosophie für eine philosophiegeschichtliche Episode. Die erkenntniskritischen Positionen Kants würden hier durch das von Fichte eingeleitete rein konstruierende Systemdenken verloren gehen. Karl Marx scheint dieser kritischen Sichtweise mit seinem berühmten Diktum zu entsprechen: »Es ist nicht das Bewußtsein der Menschen, das ihr Sein, sondern umgekehrt ihr gesellschaftliches Sein, das ihr Bewußtsein bestimmt.« Damit darf jedoch nicht der prägende Einfluss übersehen werden, der von diesem konstruierenden Denken Schellings auf die romantische Medizin und auf die Naturwissenschaften einerseits ausging, andererseits aber auch für die Verzögerung der naturwissenschaftlichen Medizin und Psychiatrie in Deutschland, wie z. B. den Zugang zur Lerntheorie. Klaus Dörner sieht die naturphilosophische und theologische Philosophie Schellings u. a. für die deutsche Begriffsbestimmung der Endogenität von Psychosen als wesentlich an. Unter Wilhelm Wundt und Gustav Theodor Fechner gelangte auf dem Boden dieser Betrachtungsweise die deutsche Psychologie zur Vorherrschaft. Es erscheinen grundsätzlich zwei Formen des Monismus (auf jeder Seite des „Indifferenzpunkts“) möglich: die spiritualistische und die materialistische. Gotthard Günther führt in seinen Texten „Erkennen und Wollen“ sowie „Metaphysik der Institution“, in letzterem sich explizit auf Schelling beziehend, beide Gegenpole zusammen.